# جون كلارك (لاعب كرة قدم بريطاني)
جون كلارك (بالإنجليزية: John Clark) (13 مارس 1941 - 23 يونيو 2025)، هو لاعب ومدرب كرة قدم بريطاني في مركز نصف الجناح. شارك مع منتخب اسكتلندا لكرة القدم. أما مع النوادي، فقد لعب مع نادي سلتيك ورابطة كرة القدم الاسكتلندية الحادية عشر ‏ ونادي غرينوك مورتون.

## مسيرته الكروية
لعب جون كلارك خلال مسيرته الاحترافية مع ناديين في أربعة عشر موسمًا ولم يسجل خلالها أي هدف ضمن 240 مباراة. حيث فاز في أربعة مواسم بالكأس وفي ستة مواسم بالدوري.
خاض جون كلارك مسيرته مع نادي سلتيك في موسم 1959–60 ليلعب معه اثنا عشر موسمًا، مشاركًا في 186 مباراة ولم يسجل أي هدف. ثم انتقل إلى نادي غرينوك مورتون في موسم 1971–72 ولمدة موسمين، حيث شارك في 54 مباراة ولم يسجل أي هدف أيضًا.

## وصلات خارجية
- جون كلارك على موقع الاتحاد الأوربي (الإنجليزية)
- جون كلارك على موقع الاتحاد الإسكتلندي (الإنجليزية)
- جون كلارك على موقع قاعدة بيانات كرة القدم.إي يو (الإنجليزية)
- جون كلارك على موقع ناشيونال فوتبول تيمز (الإنجليزية)
- جون كلارك على موقع عالم كرة القدم.نت (الإنجليزية)